# Asymétrie cérébrale

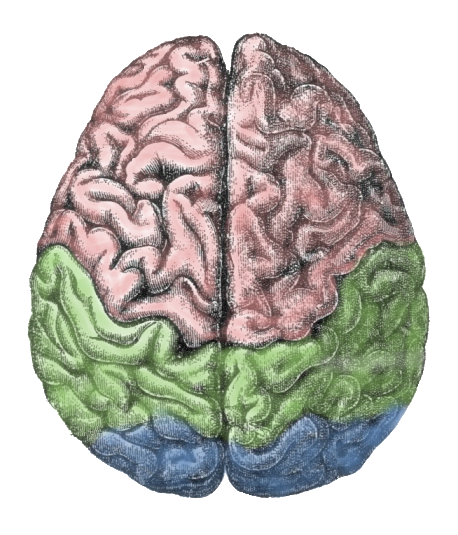
Lobes cérébraux du cerveau humain.

En neurosciences cognitives, l'asymétrie cérébrale est l'inégale implication des deux hémisphères du cerveau dans les différentes fonctions mentales. Dans leur anatomie générale, les deux hémisphères sont très semblables mais il existe un certain nombre de caractéristiques plus fines qui les distinguent l'un de l'autre. Le lien entre ces différences structurelles et les différences fonctionnelles reste mal compris.
L'asymétrie du fonctionnement cérébral a été mise en évidence à la fois par l'étude des conséquences de lésions cérébrales accidentelles sur les facultés cognitives mais aussi, plus récemment, grâce aux techniques d'imagerie cérébrale qui montrent des activations asymétriques suivant les opérations mentales qu'effectue la personne dont on enregistre des indices de l'activité cérébrale. Malgré d'importants progrès sur cette question, il reste de nombreux points de débat : sur le lien entre ces asymétries et la dominance hémisphérique, sur les mécanismes neurodéveloppementaux qui aboutissent à ces asymétries ou sur l'influence des facteurs environnementaux ou génétiques.

## Historique
L'observation d'asymétries dans le fonctionnement du cerveau a été pris très tôt comme un argument en faveur de la théorie d'un cerveau ayant des zones aux fonctions distinctes, le localisationnisme, contre celle d'un fonctionnement diffus et global, le globalisme. Ainsi en 1865, Paul Broca observe que les lésions du lobe frontal gauche (et plus particulièrement, ce qu'on appellera par la suite l'aire de Broca) ont des conséquences plus dramatiques que celles du lobe frontal droit sur la production de langage oral. De son côté, Carl Wernicke met en évidence en 1873 une autre zone liée au langage, l'aire de Wernicke, elle aussi davantage latéralisée dans l'hémisphère gauche. L'asymétrie des hémisphères est donc mise en évidence par l'identification de ces zones spécifiques du cerveau gauche, mais elle n'est pas encore directement un sujet d'étude.
Au cours du XXe siècle, le neurologue Roger Wolcott Sperry va consacrer une large part de ses recherches à l'asymétrie cérébrale et à la connectivité inter-hémisphérique ; celles-ci lui vaudront de recevoir le prix Nobel de physiologie et médecine en 1981.
Par la suite d'importants progrès viendront de l'avènement de la neuroimagerie et en particulier de l'IRM fonctionnelle, au début des années 1990, une méthode dont la résolution spatiale dépasse toutes les autres techniques existant alors. De nombreux travaux mettront alors en évidence des asymétries cérébrales dans le traitement des informations comme le nombre et la quantité, la perception des visages, la rotation mentale d'objets tridimensionnels…
Certains chercheurs proposeront de relier ces asymétries fonctionnelles à d'autres manifestations comportementales. C'est ainsi que les neurologues Norman Geschwind et Albert Galaburda émirent l'hypothèse selon laquelle certaines asymétries seraient liées à la présence d'hormones sexuelles qui auraient pour conséquence de stabiliser certains circuits plus tôt que d'autres jusqu'à la puberté et ce, de façon différente selon le sexe de l'individu établissant un lien entre dimorphisme sexuel et 
asymétrie cérébrale.

## Répartition «spatiale» des fonctions
Chaque hémisphère est relié à la partie opposée du corps. C'est-à-dire que si quelque chose touche la partie gauche de votre corps l'information ira au cerveau droit, et si vous attrapez cette chose avec votre main droite, l'ordre vient du cerveau gauche.
La répartition « psychique » ne peut pas être aussi formelle, d'autant qu'il s'agit de fonction dominante et qu'il existe toujours une « coopération » entre les deux côtés.
De même, l’hémichamp visuel droit est traité par l’hémisphère cérébral gauche et l’hémichamp visuel gauche est traité par l’hémisphère cérébral droit.
Cette inversion est due au fait que les voies motrices et sensitives croisent le plan médian, c'est-à-dire qu'elles changent de côté dans le tronc cérébral.
À part cette inversion, la plupart des fonctions sont localisées sur les deux hémisphères cérébraux. Il n’est donc pas possible d’attribuer à un hémisphère une fonction en excluant l’autre hémisphère. Cependant, de façon purement quantitative, une fonction peut mobiliser de façon plus étendue une région d’un hémisphère plutôt qu’un autre. Il y a alors un biais en faveur d’un hémisphère cérébral, mais il n’existe pas de latéralisation totale. La plupart des tâches nécessitent la collaboration des deux hémisphères cérébraux.
Il n’existe donc pas d’asymétrie fonctionnelle totale entre les deux hémisphères cérébraux.
Par exemple pour la fonction du langage, qui est la capacité cognitive la plus latéralisée et qu’on localise dans l’hémisphère cérébral gauche, il faut savoir que la tonalité du langage est perçue préférentiellement par l’hémisphère cérébral droit, et que ce dernier est le lieu de compréhension de mots entendus ou lus et de phrases simples.

## Complexité anatomique
Au niveau de l’anatomie des aires corticales, les différences entre les hémisphères sont très complexes, et ne nous permet pas de faire une catégorisation des fonctions selon cette asymétrie. Par exemple, le langage est localisé sur trois régions principales : le planum temporale (qui appartient à l’aire de Wernicke et est impliqué dans la compréhension du langage) ; le gyrus de Heschl (aire auditive primaire) et l’opercule frontal (correspond à l’aire de Broca). Le planum temporale est effectivement plus grand dans l’hémisphère gauche, mais cela pour seulement 65 % des êtres humains. Le gyrus de Heschl est, quant à lui, supérieur dans l’hémisphère droit que dans le gauche, et on trouve même souvent la présence de deux gyri de Heschl à droite. L’opercule frontal est dans sa partie inférieure plus grand dans l’hémisphère gauche que dans le droit, mais c’est l’inverse pour sa partie superficielle.
Avec ces trois exemples nous pouvons comprendre à quel point l’asymétrie cérébrale est complexe et délicate, et nous empêche de tirer des conclusions globales.

## Les dominances fonctionnelles

### La classification des dominances
Les études pour trouver une latéralisation des fonctions ont permis d’abandonner l’hypothèse de la prédominance de l’utilisation de l’hémisphère cérébral gauche, et de découvrir les fonctions pour lesquelles c’est l’hémisphère cérébral droit qui est prédominant. Ainsi, le cours suivi par la recherche scientifique a fait établir une classification des fonctions selon leur dominance (plus ou moins marquées) dans l’hémisphère cérébral gauche ou le droit.
| Fonction générale : | Dominance hémisphérique gauche                | Dominance hémisphérique droite                              |
| ------------------- | --------------------------------------------- | ----------------------------------------------------------- |
| Vision              | Mots, lettres                                 | Visages, motifs géométriques, expression émotionnelle       |
| Audition            | Sons langagiers                               | Sons non langagiers, musique                                |
| Toucher             |                                               | Motifs tactiles, braille                                    |
| Mouvement           | Mouvements complexes, mouvements ipsilatéraux | Mouvements dans les environnements spatiaux                 |
| Mémoire             | Mémoire verbale, mémoire sémantique           | Mémoire non verbale, aspects perceptifs de la mémoire       |
| Langage             | Parole, lecture, écriture, arithmétique       | Contenu émotionnel                                          |
| Capacité spatiale   |                                               | Rotation mentale des formes, géométrie, direction, distance |

Capacités fonctionnelles présentant une latéralisation cérébrale

### Les limites de cette classification
La première limite est la limite interindividuelle. La localisation cérébrale varie selon les individus. L'étude des aphasies a permis de montrer qu'à une lésion localisée ne coïncident pas toujours les mêmes pathologies. Ainsi, environ un quart des gauchers ont une configuration hémisphérique opposée pour le langage (soit 4 % de la population). De plus, il y a une proportion de 1 % de la population qui est constituée de droitiers dits « non classiques » car c’est leur hémisphère cérébral droit qui est mobilisé pour le langage. Au total cela ne fait que 95 % des personnes à qui on peut localiser le langage dans l’hémisphère cérébral gauche.
De plus, la localisation fonctionnelle dépend de la langue maternelle du sujet : elle est inversée chez les japonais et certains locuteurs de langues polynésiennes habitant les îles Tonga, Samoa et Maori.

## Les théories de la latéralité cérébrale

### La théorie analytique/synthétique
L’hypothèse a été faite que les deux hémisphères seraient à l’origine de deux traitements différents de l’information. Selon Kahneman (2011), il existe deux systèmes de pensée : à l’hémisphère gauche, il attribue un type de traitement logique, mathématique, séquentiel, fonctionnant en progressant du détail vers la complexité. Il lui associe un raisonnement analytique, lent et réfléchi (la tortue), par opposition au raisonnement synthétique, rapide et intuitif (le lièvre) qui caractériserait l’hémisphère cérébral droit.
Celui-ci est dit analogique, et empirique, fonctionnant plutôt sur la globalité, l'expérience, l'erreur et la déduction.
Cette distinction serait basée sur des types de réseaux neuronaux différents. Les réseaux de l’hémisphère cérébral gauche seraient en effet majoritairement linéaires, ce qui imposerait un traitement séquentiel, alors que les réseaux de l’hémisphère cérébral droit seraient constitués en parallèle, imposant un traitement global.

### La théorie motrice
Elle consiste à dire que l’hémisphère cérébral gauche, a été au cours de l’évolution de l’espèce, spécialisé dans le fonctionnement de la motricité, incluant le langage comme une de ces formes particulières.

## Intelligence analytique/intelligence empirique
Ne pouvant décrire le fonctionnement cérébral, il ressort de ces théories un découpage de fonctions qui permet une répartition non plus spatiale mais psychique avec la mise en opposition de deux formes d'intelligence complémentaires.
Cette opposition logique se retrouve en psychologie cognitive. On peut notamment montrer le tableau établi par Daniel Durand à propos de la systémique. Pour arriver à cette synthèse, il se base sur les travaux de Jean Piaget et d'Herbert Simon. Il superpose à la séparation intuitif/raisonné  (ici dénommés flous et rigoureux) la séparation ajout/suppression (ici nommé généralisant et discriminant) :
|               | Rigoureux | Flous     |
| Généralisants | Induction | Analogie  |
| Discriminants | Déduction | Abduction |

### L'intelligence analytique
Elle est exacte par nature et s'exprime pleinement dans le détail, dans l'abstraction, dans l'indexation. C'est la base des sciences, qui permet d'affirmer que 1 + 1 = 2. En théorie, elle ne peut être prise en défaut, et permet d'atteindre tous les niveaux de complexité par addition. La tentation est forte de l'assimiler aux mathématiques, mais c'est aussi la base du langage. Son plus gros défaut est qu'elle ne supporte pas les lacunes.
Voir : pensée verbale | René Descartes | Algèbre de Boole (logique) | raison

### L'intelligence empirique
Elle est intuitive et s'exprime mieux dans le recoupement, l'expérience et donc la globalité. Elle intervient plus dans l'adresse physique, dans les mathématiques complexes, ou quand le langage devient poétique. Elle permet de résoudre un problème sans en avoir toutes les bases, mais s'accommode mal de l'abstraction, car tout apport doit s'intégrer à l'ensemble. On l'assimilerait à l'intelligence artistique, ou l'intelligence de l'image.
Voir : pensée visuelle | Logique floue | Inférence | systémique.

### La médiatisation des «cerveau droit» et «cerveau gauche»
Bien que dans la communauté scientifique, la question de l'asymétrie cérébrale fasse l'objet de nombreuses controverses, ce thème connaît une grande célébrité auprès du « grand public ». De nombreux auteurs et journalistes ont ainsi popularisé une dichotomie entre  « cerveau gauche » (associé au langage, au raisonnement…) et « cerveau droit » (émotions, intuition…) caricaturant les travaux scientifiques qui se contentaient de montrer une différence de degré entre les implications de chaque hémisphère. Cette simplification autorisant des déductions et des interprétations abusives est vivement dénoncée par la communauté scientifique comme tenant du mythe. Un rapport de l'OCDE les qualifie de « neuromythe » .
En France c'est un médecin cancérologue, Lucien Israël, qui en 1996 ose sur le sujet un ouvrage qui, comme il le précise bien lui-même, ne relève absolument pas de la vulgarisation scientifique mais de l'exploration conceptuelle (il n'y est pas question d'exposer des vérités mais d'explorer des idées) : Cerveau droit, cerveau gauche. Il est suivi par Béatrice Millêtre, psychothérapeute, qui applique le concept à l'amélioration du bien-être des personnes qu'elle reçoit, partant du constat qu'au moins un tiers des personnes qu'elle reçoit sont « neuro-droitières » et ont développé un malaise du fait qu'elles l'ignorent et ne savent pas en tirer parti. Forte de son expérience, elle publie alors Petit guide à l'usage des gens intelligents qui ne se trouvent pas très doués.
En 2008, aux États-Unis, Jill Bolte Taylor, une neuroanatomiste qui avait été frappée d'un accident vasculaire cérébral dans l'hémisphère gauche, se fera connaître du grand public en racontant l'expérience « vécue de l'intérieur » de voir « disparaître les fonctions du cerveau gauche ». Rencontrant un large succès, elle sera critiquée pour avoir mêlé dans son discours un certain cachet scientifique et un lyrisme poétique de son expérience.
En 2013, une analyse scientifique rigoureuse par IRM montre qu'il ne semble pas exister de prédominance hémisphérique d'un individu à l'autre d'un point de vue fonctionnel. Cela ne remet pas en cause l'existence d'une latéralisation des fonctions cognitives, mais cette recherche montre qu'il ne semble pas exister d'individus à cerveau gauche ou cerveau droit dominant.

### Les applications controversées
Ont été rattachés à l'asymétrie cérébrale (à tort ou à raison) :
- l'épilepsie : peut être un surplus de communication entre les hémisphères cérébraux. La méthode de guérison chirurgicale consiste à sectionner une zone de liaison entre les hémisphères (voir callosotomie) ;
- la migraine : qui affecte un hémisphère indépendamment de l'autre et parfois la moitié associée du corps en provoquant une hémiplégie partielle ou totale ;
- l'autisme : selon certains, rupture totale ou partielle des connexions entre les hémisphères. (Mais c'est une autre forme de « découpage » qui prend le pas : problème de liaison entre la perception - les stimuli - et le reste de l'activité cérébrale) ;
- la dyslexie : problème de connexion entre les hémisphères ou lacune latéralisée. Thèse acceptée dans le cas de dyslexie traumatique résultant d'un accident cérébral, mais pas pour « la dyslexie » en général.

## Effet du tabagisme
Deux études ont examiné l’effet du tabagisme sur la latéralisation du langage. Son impact différerait selon le genre et la dimension langagière sur la dominance cérébrale.
2010 :
Hahn, Pogun et Güntürkün ont observé une performance inférieure à une tâche d'écoute dichotique au niveau de l’oreille droite chez les participants fumeurs cisgenres. Ceci suggère une modulation au niveau de la latéralisation du langage dans cette population étant donné le traitement controlatéral (du côté opposé) de l’information perçue. Un indice de latéralité plus élevée est associé à une meilleure reconnaissance des stimuli. Chez les hommes cisgenres seulement, il semblerait que plus le niveau de tabagisme est élevé, plus l’indice de latéralité et la performance sont bas. En ce qui a trait aux non-fumeurs, les femmes cisgenres ont montré un plus haut de taux de réponses de type bilatéral comparées aux hommes. Dans cette étude, aucun historique du fumeur n’avait été pris en compte dans l’analyse.
2011 :
La deuxième s’intéressait aux personnes schizophrènes chez qui la dépendance à la nicotine est plus accrue. Certains auteurs postulent que la réduction de l’asymétrie cérébrale augmenterait les risques de souffrir de cette pathologie. Cette fois-ci, l’écoute dichotique comportait une tâche émotionnelle, c’est-à-dire que les stimuli étaient enregistrés avec tristesse, surprise, joie, colère ou de façon neutre. L’identification de ces stimuli se faisait mieux et plus rapidement lorsque présentés dans l’oreille gauche. Les hommes non-fumeurs détenaient un indice de latéralité plus élevé que les hommes fumeurs et les femmes non-fumeuses. Chez les hommes, l’effet du tabagisme était présent lors de la tâche phonémique hémisphérique gauche tandis que chez les femmes, il l’était lors de la tâche émotionnelle hémisphérique droite. Les personnes schizophrènes avaient des résultats similaires à la population dite normale entre les fumeurs et les non-fumeurs.